# Vârfuri
Vârfuri é uma comuna romena localizada no distrito de Dâmboviţa, na região de Muntênia. A comuna possui uma área de 22.06 km² e sua população era de 1999 habitantes segundo o censo de 2007.